# Tripla giunzione delle Galápagos
La tripla giunzione delle Galápagos è un'area nell'Oceano Pacifico orientale, diverse centinaia di chilometri ad ovest delle isole Galapagos, dove si incontrano tre placche tettoniche: la placca di Nazca, la placca delle Cocos e la placca pacifica. La tripla giunzione delle Galapagos costituisce una particolarità tra la varie triple giunzioni, le tre placche infatti non si incontrano in un semplice punto di intersezione, bensì la giunzione include due microplacche, la microplacca delle Galápagos e la microplacca delle Galápagos settentrionali, che, incastrate nella giunzione, ruotano in sincronia, la prima in senso orario e la seconda in senso antiorario, divise dall'abisso di Hess.